# Roisey
Roisey est une commune française située dans le département de la Loire en région Auvergne-Rhône-Alpes. La commune s'étage d'est en ouest de l'altitude 385 m vers la Tronchia sur le Piémont Rhodanien pour s’élever à 1 364 m au crêt de l'Oeillon en passant par le site des Trois Dents. Le territoire communal s'étend donc dans les reliefs collinaires et montagneux surplombant la rive droite du Rhône, au nord-ouest de la gorge de Malleval. Le nom de Roisey serait hérité de l'ancien français roisté, signifiant « escarpé ».

## Géographie

### Localisation
Roisey est une commune du Pilat. Elle fait partie du parc naturel régional du Pilat.
|          | Pélussin |        |
| Doizieux | Roisey   | Bessey |
|          | Véranne  | Maclas |

### Hameaux et lieux-dits
La commune de Roisey est, à l'instar de nombreuses communes rurales, formée d'un gros bourg centré sur l'église et de nombreux hameaux plus petits voire, pour certains assez importants puisque presque aussi peuplés que le bourg.

#### Le hameau de Brossin
Pour les articles homonymes, voir Brossin.

#### Liste de tous les hameaux de Roisey

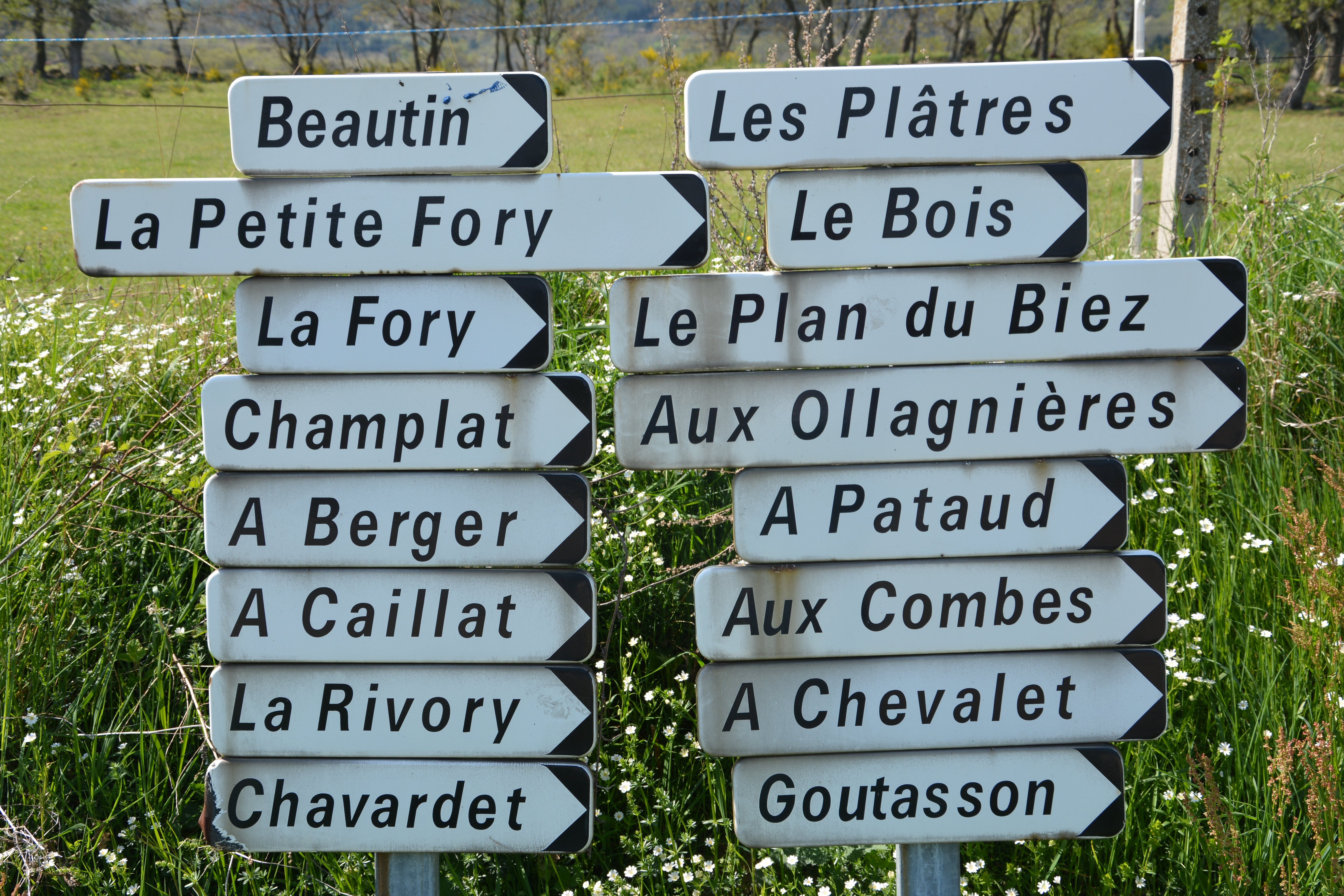
Panneaux d'indication de quelques hameaux du village.

A
- L'Aucize

B
- Le Bois haut
- Le Bois bas
- Berger
- Le Bassey
- Le Buisson Barbier
- Le Briat
- Balaya
- Le Bourbouray
- Brossin

C
- Chevalet
- Les Combes
- Le Crêt
- Caillat
- Chavardet
- Champlat
- La Combe
- Les Chandelettes
- La Croix des rameaux
- Aux Combettes
- Couroulle
- La Chaux de Brossin

F
- La Fory
- Font-Chana

G
- Goutasson
- Les Grands Champs
- La Gagogne
- La Garde
- La Gare
- Le Grand Noé

M
- Martouret
- Les Martines

O
- Les Ollagnières

P
- Pataud
- Plan du Bief
- Pinois
- Les Plâtres
- La Petite Fory
- Le Pont-Jacquet

R
- La Rivory

S
- Sagnemorte

T
- La Tronchia

V
- Le Vivier

### Topographie, géologie et reliefs
La commune de Roisey peut se diviser grossièrement en deux entités paysagères, climatiques et remarquables distinctes : le piémont rhodanien et le relief des crêts.

#### Le Piémont Rhodanien

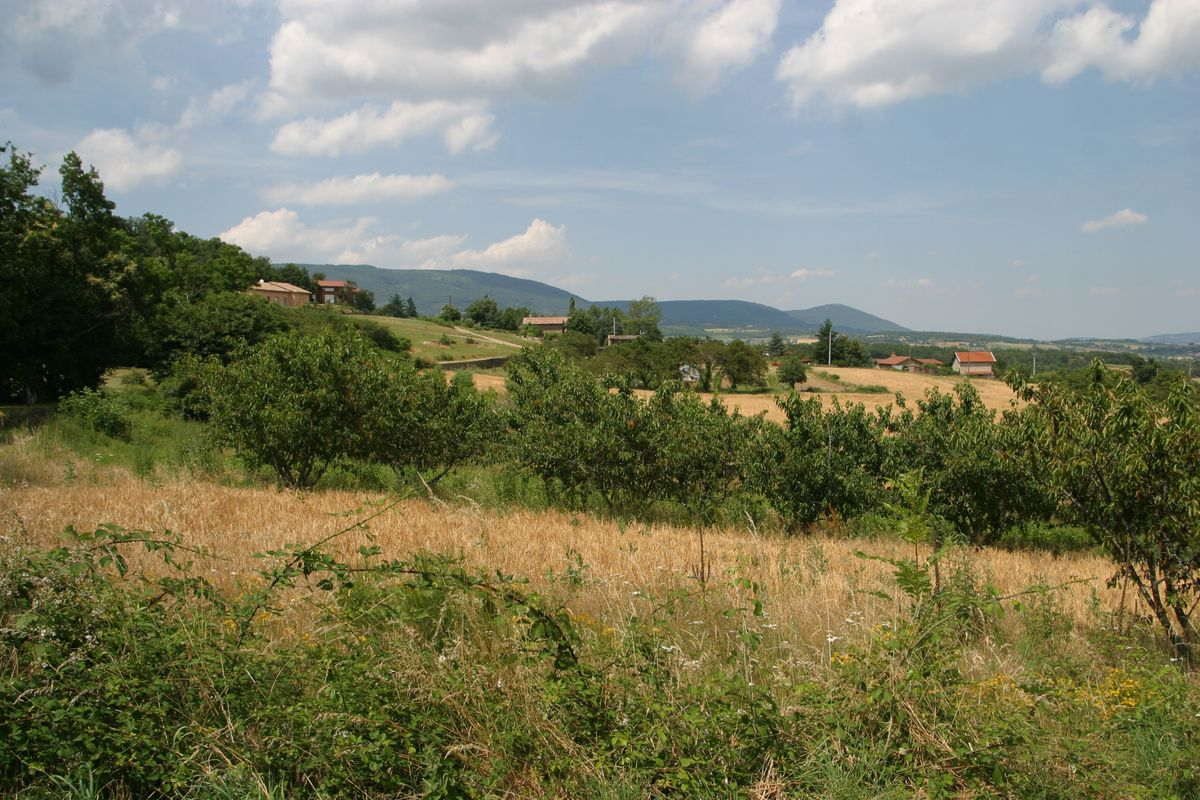
Le Piémont rhodanien, comme illustré ici, présente une agriculture diversifiée.

Il s'agit d'un espace identitaire du Parc composé de 3 secteurs distincts mais la transition entre ces secteurs n'est pas franche. Cette diversité constatée lui confère un caractère particulier  qui le différencie et qui ne se retrouve nulle part ailleurs dans le Pilat. L’intérêt principal réside dans la déclinaison des différentes structures paysagères (prés-bois, bocage, vignobles, vergers, prairies, pâturages…). Chacun des secteurs à des particularités agricoles, naturelles et culturelles différentes mais les différences culturelles tendent à s'effacer du fait de la plus grande mobilité des personnes de nos jours.
On retrouve au Nord, le plateau des Haies entre Loire-sur-Rhône et La Chapelle-Villars avec un paysage agricole et forestier. Au centre, entre La Chapelle-Villars et Pélussin se trouve le plateau de Chuyer dans lequel l'agriculture est très présente et le système bocager encore lisible. Au Sud, entre Pélussin et Saint-Appolinard s'étend le plateau de Maclas, aussi appelé le Pélussinois qui présente des paysages ouverts et où l'imbrication des cultures et le caractère très habité du secteur lui confère un certain dynamisme. Dans la suite de cette section, nous traiterons plus particulièrement du secteur du Pélussinois car c'est celui dans lequel se trouve la commune de Roisey.

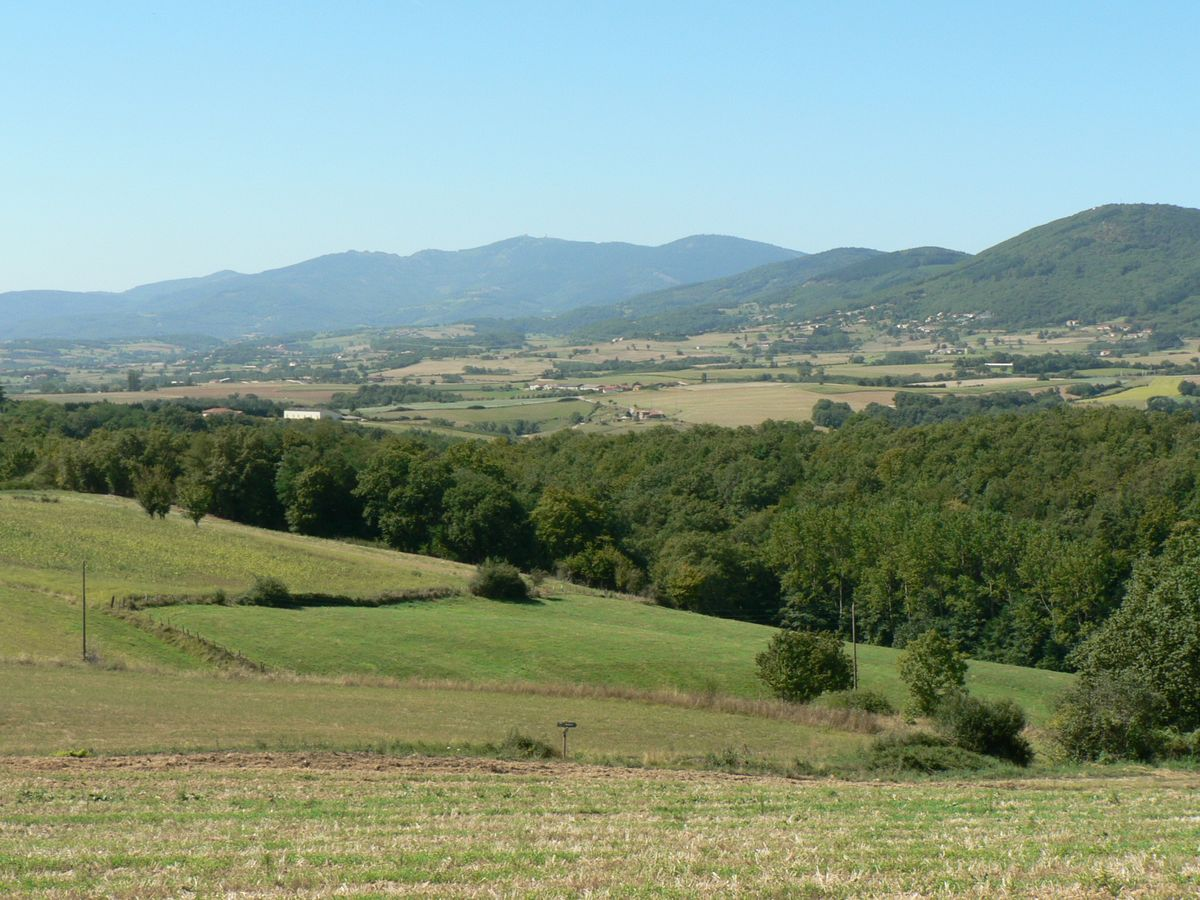
Ravins rhodaniens.

Véritable balcon sur la vallée du Rhône, le Piémont pélussinois est la partie du territoire la plus méridionale, celle où l’influence méditerranéenne se fait le plus ressentir. Depuis ce territoire, les vues sur la chaîne des Alpes, sur une grande partie de la basse vallée du Rhône mais aussi sur l’agglomération lyonnaise, sont saisissantes. Ce secteur est le plus touché par une urbanisation très importante, et ces évolutions récentes peuvent s’avérer problématiques (risque de suppression des respirations entre villages, perte de lisibilité des bourgs, fragmentation des espaces agricoles, privatisation des vues, banalisation des paysages ...). Le Parc cherche donc à maintenir des prairies naturelles et un réseau bocager pour faire des coupures d'urbanisation et sauvegarder la qualité des milieux naturels notamment l'écosystème particulier des ravins rhodaniens.

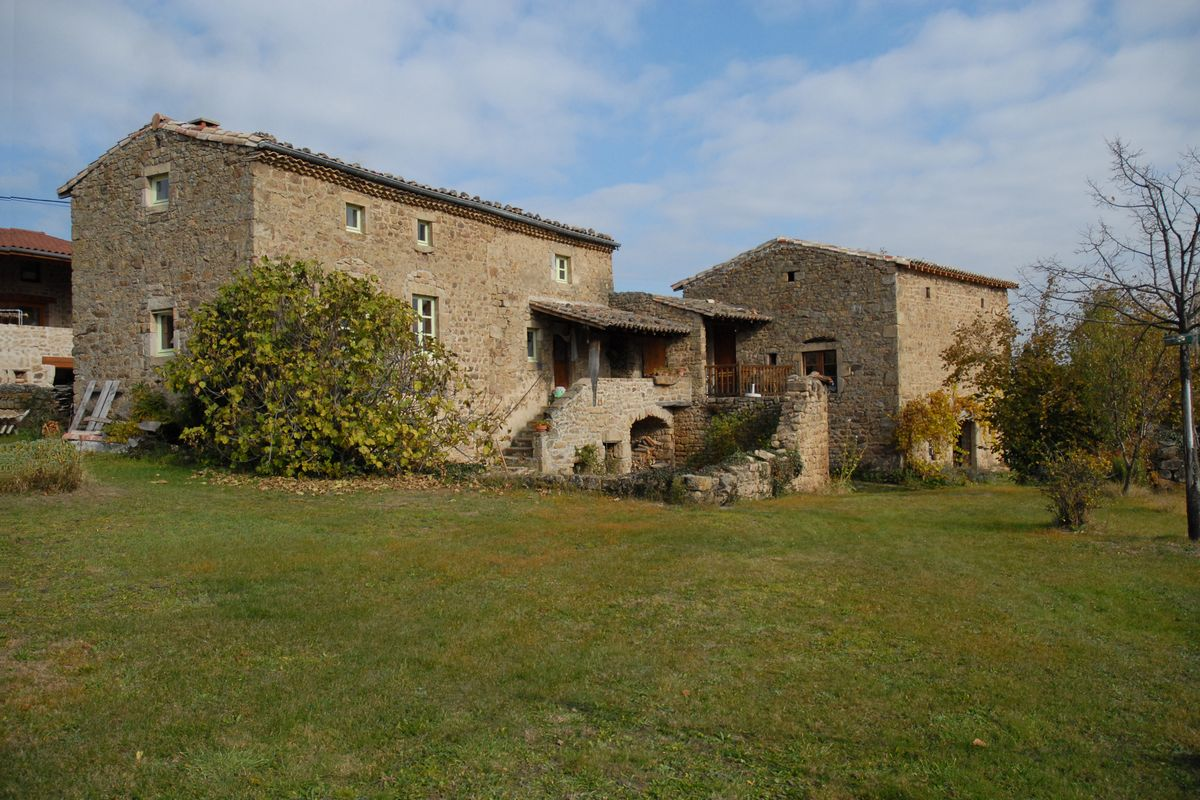
Ferme traditionnelle du Pélussinois.

Au XIXe siècle, le paysan du Piémont rhodanien pratiquait la polyculture : arboriculture, élevage, viticulture. La ferme avait une forme variable mais on y retrouvait toujours la cave, l'étable et le hangar à fruits. Au printemps, on travaille la vigne. En automne, la dégustation du premier vin est l'occasion de la fête des Pressailles. Aujourd'hui, le Pélussinois reste une terre de polyculture même si les paysans se sont spécialisés : ils sont arboriculteurs ou éleveurs, ou viticulteurs. Une nouvelle forme d'unité agricole est apparue : la coopérative. Le Pélussinois produit toujours du lait, des fruits et du vin, mais chaque agriculteur s'est spécialisé selon les ressources locales pour vivre de son exploitation. Sur Roisey, l'agriculture est présente surtout à l'Est car le territoire communal est pour une grande part essentiellement forestier, les prairies pour faire du foin reste la plus grande partie de l'activité agricole bien que la culture de la pomme devienne importante lorsque l'on se rapproche de la commune de Bessey.

#### Les crêts
Cette zone centrale est le lieu où s'affirme l'identité montagnarde du massif du Pilat. Il s'agit de la ligne sommitale du Parc dont le plus haut, le crêt de la Perdrix, culmine à 1 432 m. Cette ligne est entrecoupée de nombreux cols (col du Planil, croix de Chaubouret, col de l'Œillon, col de la Croix de Montvieux, collet de Doizieux…) qui invitent à aller voir ce qui se passe sur l'autre versant.
La végétation sur les crêts est changeante : les espaces sont alternativement fermés sur des ambiances de sous-bois, puis totalement tournés vers le panorama des landes sommitales dégagées (ex. : la prairie de la Jasserie au pied du crêt de la Perdrix sur la commune de la Valla-en-Gier).

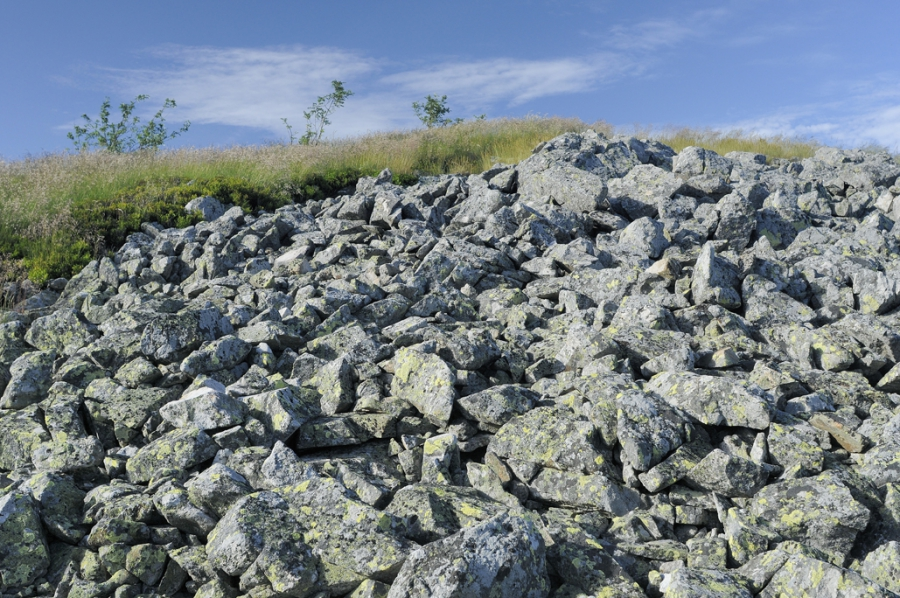
Chirat dans le Pilat.

Les chirats sont une caractéristique spécifique à ce secteur. Les chirats (appellation locale rappelant d’autres termes comme cheire, clapier, clapas…, fréquemment employés dans le Massif central pour désigner des rochers ou chaos de rochers) désignent les amas rocheux qui parsèment les pentes sommitales du massif du Pilat. Ils sont essentiellement issus de la dégradation de roches métamorphiques, telles que le gneiss et les leptynites. Réduits souvent à de simples éboulis, les chirats présentent le plus souvent des formes à la dynamique complexe, avec distinction de deux hypothèses, la deuxième étant la plus affirmée, sur l’origine de leur formation :
- exhumation des blocs rocheux de l’arène granitique
- éclatement des roches sous l’effet « gel-dégel » à l’époque du péri-glaciaire (il y a environ 100 000 ans), suivi du glissement sur les pentes, de l’ensemble du chirat qui peut être considéré alors comme un « glacier rocheux »

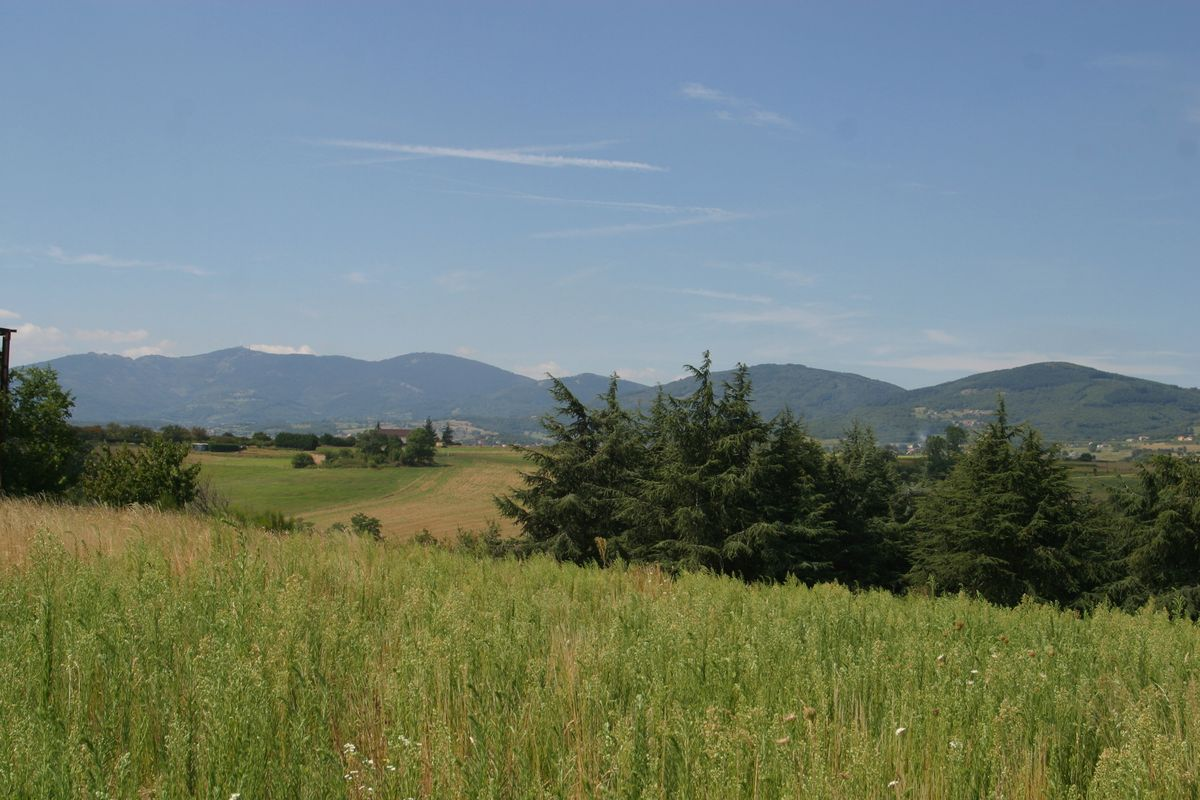
Les Crêts.

Constitués de blocs nus, non enchâssés dans une matrice de particules plus fines, les chirats constituent des terrains peu favorables à l’installation des végétaux supérieurs. Seules les communautés lichéniques arrivent à coloniser ces milieux. En dehors du Parc et du nord de l’Ardèche, on ne rencontre de telles formations qu’aux États-Unis, dans le massif des Appalaches, où ils sont connus sous le nom de blockfields.
Cette entité paysagère emblématique est menacée. En effet, la baisse des pâturages et de l'agriculture sur la ligne de crêts entraîne une colonisation par la végétation et une obstruction du panorama. Le parc du Pilat s'est donné pour mission de maintenir les cols « ouverts » pour ainsi favoriser le maintien des prairies sommitales, réservoirs de biodiversité. De plus, ce phénomène de colonisation par la végétation touche aussi les petits chirats qui peuvent même disparaître. Le Parc s'est donc engagé à maintenir les petits chirats qui abritent notamment des espèces d'intérêt patrimonial, comme le carabe des Chirats ou la sabline fausse-mousse.

### Climat
Pour des articles plus généraux, voir Climat d'Auvergne-Rhône-Alpes et Climat de la Loire.
En 2010, le climat de la commune est de type climat océanique dégradé des plaines du Centre et du Nord, selon une étude du Centre national de la recherche scientifique s'appuyant sur une série de données couvrant la période 1971-2000. En 2020, Météo-France publie une typologie des climats de la France métropolitaine dans laquelle la commune est exposée à un climat de montagne ou de marges de montagne et est dans une zone de transition entre les régions climatiques « Nord-est du Massif Central » et « Sud-est du Massif Central ».
Pour la période 1971-2000, la température annuelle moyenne est de 10,9 °C, avec une amplitude thermique annuelle de 17,3 °C. Le cumul annuel moyen de précipitations est de 874 mm, avec 8,9 jours de précipitations en janvier et 6,3 jours en juillet. Pour la période 1991-2020, la température moyenne annuelle observée sur la station météorologique de Météo-France la plus proche, « Pilat Graix », sur la commune de Graix à 9 km à vol d'oiseau, est de 8,0 °C et le cumul annuel moyen de précipitations est de 1 019,3 mm,. Pour l'avenir, les paramètres climatiques de la commune estimés pour 2050 selon différents scénarios d'émission de gaz à effet de serre sont consultables sur un site dédié publié par Météo-France en novembre 2022.

### Qualité de l'air
En septembre 2016, sur un panel de 315 villes françaises, Roisey est déclarée la moins polluée avec un taux de particules fines de 4 microgrammes de particules fines par mètre cube en moyenne par an, selon un rapport publié par l'OMS en utilisant un nouveau modèle de qualité de l'air.

## Urbanisme

### Typologie
Au 1er janvier 2024, Roisey est catégorisée bourg rural, selon la nouvelle grille communale de densité à sept niveaux définie par l'Insee en 2022.
Elle appartient à l'unité urbaine de Pélussin, une agglomération intra-départementale regroupant six  communes, dont elle est une commune de la banlieue,,. La commune est en outre hors attraction des villes,.

### Occupation des sols
L'occupation des sols de la commune, telle qu'elle ressort de la base de données européenne d’occupation biophysique des sols Corine Land Cover (CLC), est marquée par l'importance des forêts et milieux semi-naturels (64,1 % en 2018), en augmentation par rapport à 1990 (63,1 %). La répartition détaillée en 2018 est la suivante : 
forêts (63,6 %), prairies (21 %), zones agricoles hétérogènes (8,8 %), zones urbanisées (5,4 %), cultures permanentes (0,7 %), milieux à végétation arbustive et/ou herbacée (0,4 %), terres arables (0,1 %). L'évolution de l’occupation des sols de la commune et de ses infrastructures peut être observée sur les différentes représentations cartographiques du territoire : la carte de Cassini (XVIIIe siècle), la carte d'état-major (1820-1866) et les cartes ou photos aériennes de l'IGN pour la période actuelle (1950 à aujourd'hui).

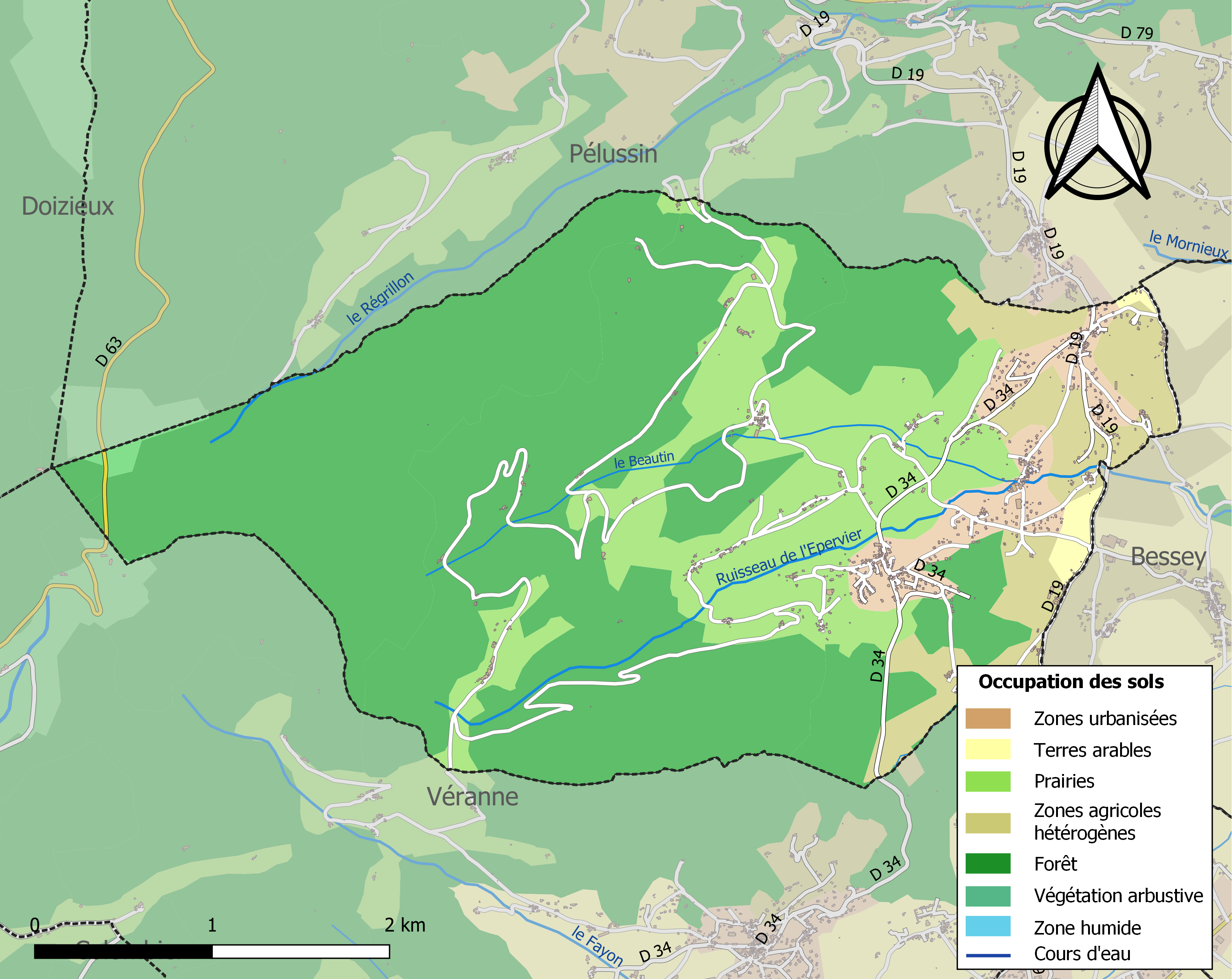
Carte des infrastructures et de l'occupation des sols de la commune en 2018 (CLC).

## Évolution de la commune

### Histoire
Roisey devient un prieuré bénédictin dès le XIe siècle et le prieuré de Saint-Pancrace est sécularisé en 1612.
Entre 1583 et 1585, le village est durement frappé par une épidémie de peste qui décime plus de la moitié de la population. Avant les bouleversements engendrés par la Révolution française, la commune est rattachée à l'archiprêtré de Condrieu, partie intégrante du diocèse de Vienne. D'après Thiollier, la construction de l'église se serait déroulée vers 1860 sous l'égide de l'architecte lyonnais Tisseur, mais Pierre Dumas précise qu'« elle a été construite en 1760 et reconstruite en 1864 ».
Pendant la Première Guerre mondiale, 76 habitants du village sont mobilisés ; 27 d'entre eux perdent la vie au cours du conflit.

### Démographie
L'évolution du nombre d'habitants est connue à travers les recensements de la population effectués dans la commune depuis 1793. Pour les communes de moins de 10 000 habitants, une enquête de recensement portant sur toute la population est réalisée tous les cinq ans, les populations de référence des années intermédiaires étant quant à elles estimées par interpolation ou extrapolation. Pour la commune, le premier recensement exhaustif entrant dans le cadre du nouveau dispositif a été réalisé en 2008.

En 2022, la commune comptait 1 006 habitants, en évolution de +9,71 % par rapport à 2016 (Loire : +1,32 %, France hors Mayotte : +2,11 %).
| 1793 | 1800 | 1806 | 1821 | 1831 | 1836 | 1841 | 1846 | 1851 |
| ---- | ---- | ---- | ---- | ---- | ---- | ---- | ---- | ---- |
| 720  | 676  | 798  | 716  | 808  | 784  | 695  | 772  | 822  |

| 1856 | 1861 | 1866 | 1872 | 1876 | 1881 | 1886 | 1891 | 1896 |
| ---- | ---- | ---- | ---- | ---- | ---- | ---- | ---- | ---- |
| 847  | 810  | 801  | 760  | 760  | 728  | 753  | 708  | 671  |

| 1901 | 1906 | 1911 | 1921 | 1926 | 1931 | 1936 | 1946 | 1954 |
| ---- | ---- | ---- | ---- | ---- | ---- | ---- | ---- | ---- |
| 648  | 640  | 617  | 547  | 554  | 558  | 498  | 481  | 450  |

| 1962 | 1968 | 1975 | 1982 | 1990 | 1999 | 2006 | 2008 | 2013 |
| ---- | ---- | ---- | ---- | ---- | ---- | ---- | ---- | ---- |
| 413  | 433  | 453  | 517  | 626  | 698  | 831  | 869  | 882  |

| 2018 | 2022  | - | - | - | - | - | - | - |
| ---- | ----- | - | - | - | - | - | - | - |
| 954  | 1 006 | - | - | - | - | - | - | - |

On constate depuis le début du XXIe siècle, une nette augmentation du nombre d'habitants résidant sur la commune de Roisey. Cette augmentation est en partie due à une nouvelle dynamique de migration qui est celle de la venue de personnes dites « néo-rurales ». Il s'agit d'individus, le plus souvent des couples avec enfants, qui viennent s'établir dans les zones rurales en périphérie des grandes métropoles pour bénéficier d'un meilleur cadre de vie. Dans le cas de la commune de Roisey, cet afflux de citadins en quête de paysages plus naturels a notamment insufflé une nouvelle dynamique dans le village. En effet, bien que, comme c'est souvent le cas dans la couronne périurbaine, la commune fasse office de « village dortoir », les personnes actives allant travailler dans les grands centres urbains, les enfants permettent notamment de faire fonctionner l'école communale et de nombreux services de la commune se trouvent dynamisés par cet afflux de personnes actives.

## Culture locale et patrimoine

### Lieux et monuments

#### Le col de l'Œillon
Le col de l'Œillon est un des reliefs du Pilat. Situé à 1 233 m d'altitude, il se poursuit à l'Ouest par la formation rocheuse des Trois-Dents. Plus au sud, en contrebas, se dessine le col du Gratteau où se trouve un belvédère offrant un panorama sur la vallée du Rhône et les Alpes en arrière-plan. Le col de l'Œillon est partagé entre Véranne et Roisey et une route permet d'accéder au crêt de l'Œillon, un des grands sommets du Pilat qui culmine à 1 370 m d'altitude. À son sommet, une antenne de télécommunications a été installée.

#### Les carrières du Jarry

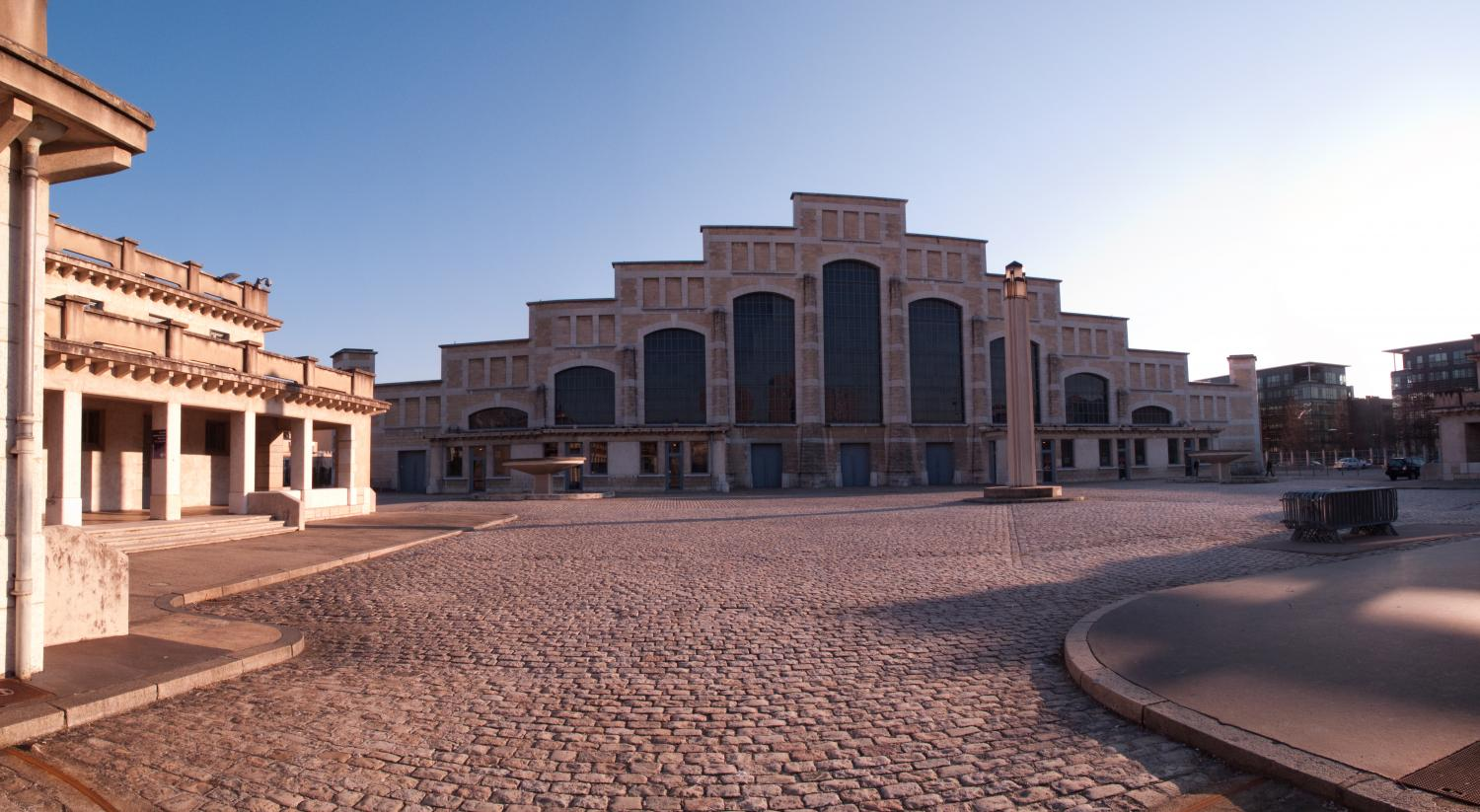
Vue de l'entrée de la Halle Tony Garnier.

Ouvertes en 1865, les carrières du Jarry produisent des pierres de taille en granit destinées à la construction de routes, de grands bâtiments et d'églises. Leur inauguration a donné lieu au premier feu d'artifice de la région. Elles ont notamment servi à construire les églises de Roisey, de Maclas et Pélussin, le viaduc de Pélussin, le monument Gaston Baty à Pélussin, l'école de Bessey et le château de Château-Grillet,. En 1870, la croix de l'Œillon est taillée dans le granit de la carrière et est transportée par des bœufs jusqu'au sommet. Cette croix est érigée en limite des communes de Roisey, Pélussin, Véranne et Doizieux.
La commande la plus célèbre reste celle de l'architecte Tony Garnier qui, en 1909, commanda un million de pavés pour bâtir les Abattoirs de Lyon qui deviendront plus tard la « Halle Tony Garnier ». Ces pavés seront transportés par le « Tacot » — aussi appelé la « Galoche » —, surnom donné au train qui empruntait l'unique voie ferrée du canton, aujourd'hui détruite mais dont il reste d'importants vestiges dont le viaduc de Pélussin. En 1925, à l'apogée des carrières, ce ne sont pas moins de 96 ouvriers qui y travaillent, pour la plupart des immigrés italiens. Leur principal outil est le « têtu », une sorte de massette. Ils utilisaient également des burins et des barres à mine qu'il fallait aiguiser régulièrement. Pour déplacer les pavés, on utilisait le plus souvent la traction animale mais également des installations fixes comme le wagonnet sur rail.
Elles ont fermé au cours de la seconde moitié du XXe siècle, notamment à cause de la concurrence exercée par les carrières de Saint-Julien-Molin-Molette. Par la suite, elles ont été « rouvertes » par un groupe de passionnés qui ont œuvré à leur nettoyage et à leur remise en valeur. Elles sont accessibles au grand public de manière libre et gratuite, et quelques vestiges de la « grande époque » comme des wagonnets y sont exposés. Elles sont également utilisés par l'association roisaire « Pierre qui Roule » qui y organise la « Fête de la Noisette » tous les étés.

#### Le Prieuré
Le prieuré de Roisey est, au XIIe siècle, composé de la paroisse locale de Notre-Dame et de celle de Saint-Jean à Bessey. Tombé à l'abandon au fil du temps, il passe entre les mains de différents propriétaires sous la période révolutionnaire jusqu'à qu'il soit racheté par la commune pour être restauré.

#### Le refuge du Dentillon
Installé sur une éminence rocheuse, la cabane sert d'abri pour les passants. Ce refuge, « qui offre un point de vue exceptionnel sur les Alpes », a fait l'objet d'une restauration par la commune de Roisey en 1984.

#### La gare de Roisey
La gare est construite lors du prolongement de la ligne reliant Saint-Héand à Pélussin. Le projet est lancé en 1913 et débute en 1915 par la construction du viaduc de Pélussin, le but étant de poursuivre la ligne jusqu'à Maclas.
Cette ligne, gérée par la société des Chemins de fer départementaux de la Loire (CFDL), est arrêtée en 1932 principalement en raison du faible trafic et de la concurrence qu'ont commencé à exercer de nouveaux moyens de transport comme l'automobile.

#### L'égliseSaint-Pancrace

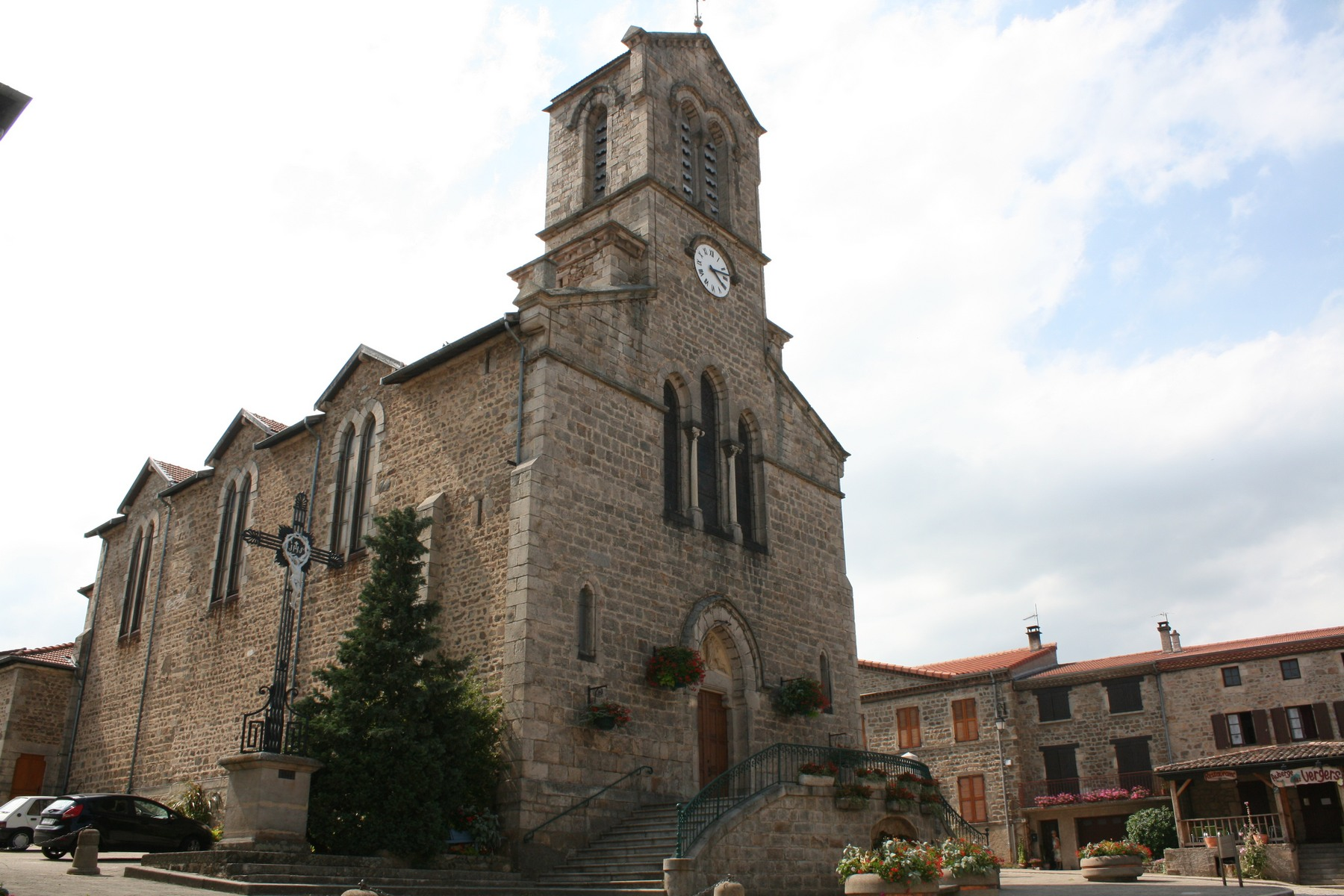
Église Saint-Pancrace.

Il s'agit d'une église de style néo-gothique qui se situe en plein cœur du bourg de Roisey. Elle possède un clocher en bâtière d'une hauteur de 26 m sur la façade duquel trône une horloge installée par la mairie de Roisey durant la première moitié du XXe siècle. Elle fut construite en 1760 puis reconstruite en 1864. De nombreux vocables furent utilisés pour la dénommer tels que Sainte-Marie, puis Saint-Pierre et enfin Saint Pancrace en référence à un martyr décapité au IVe siècle de notre ère.

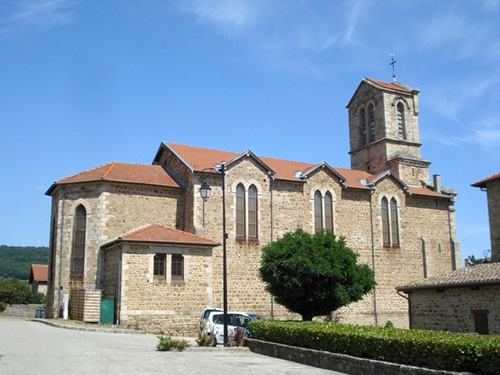

Elle abrite également la pierre tombale de François Peyron , curé de Condrieu et prieur de Roisey, décédé en 1769. La commune a accueilli un prieuré bénédictin dès le XIe siècle et ce dernier fut sécularisé en 1612. L'église Saint-Pancrace fait désormais partie de la paroisse « Sainte-Marie entre Rhône et Pilat ».
L'église n'est utilisée que quelques jours par mois du fait de la diminution du nombre de prêtres et des rotations du curé dans toutes les églises de la paroisse. L'intérieur de l'église fut entièrement restauré en 2012 et on peut aujourd'hui admirer les plafonds richement ornés et les vitraux très recherchés qui sont visibles de l'extérieur de l'église.

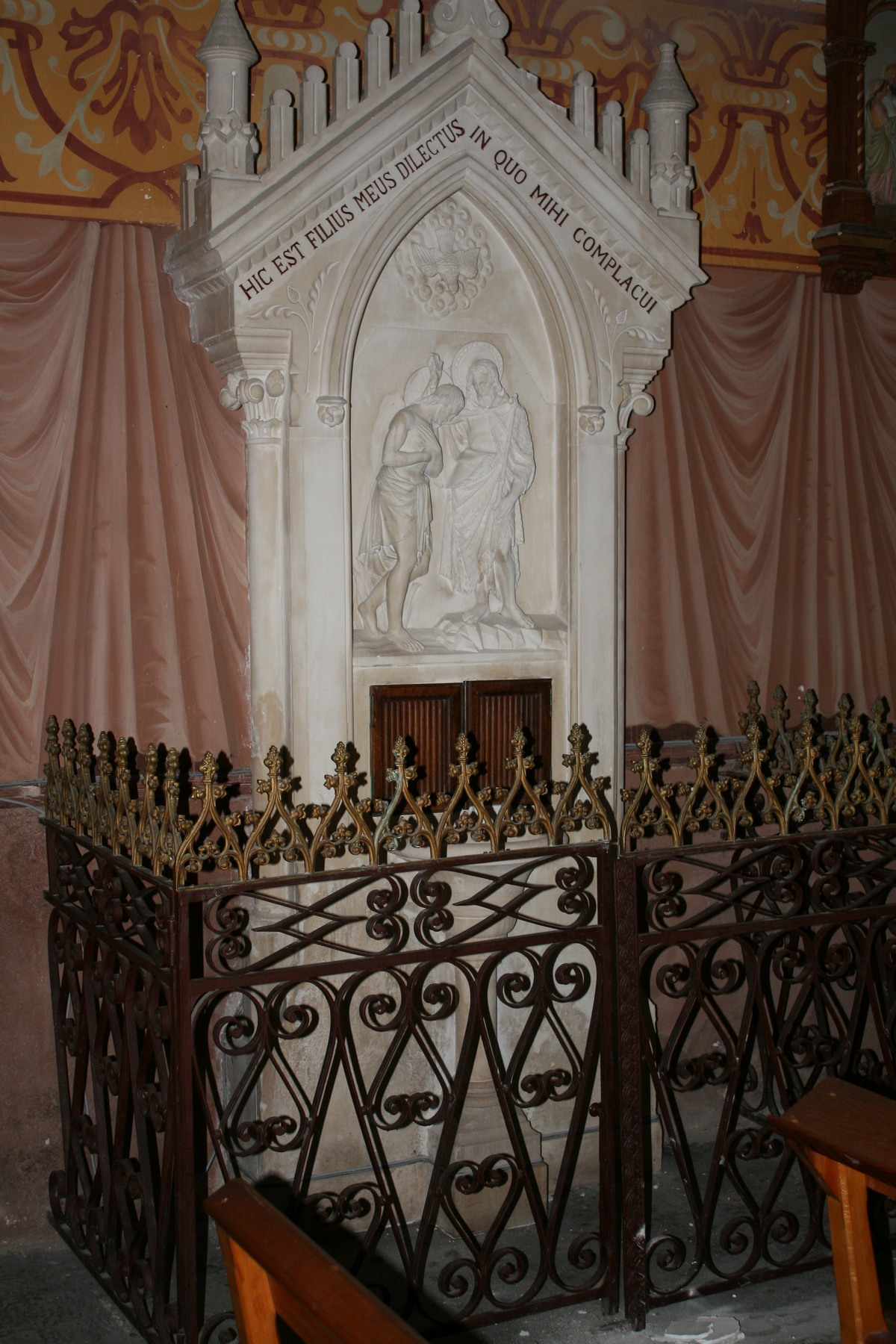
Fonts baptismaux.

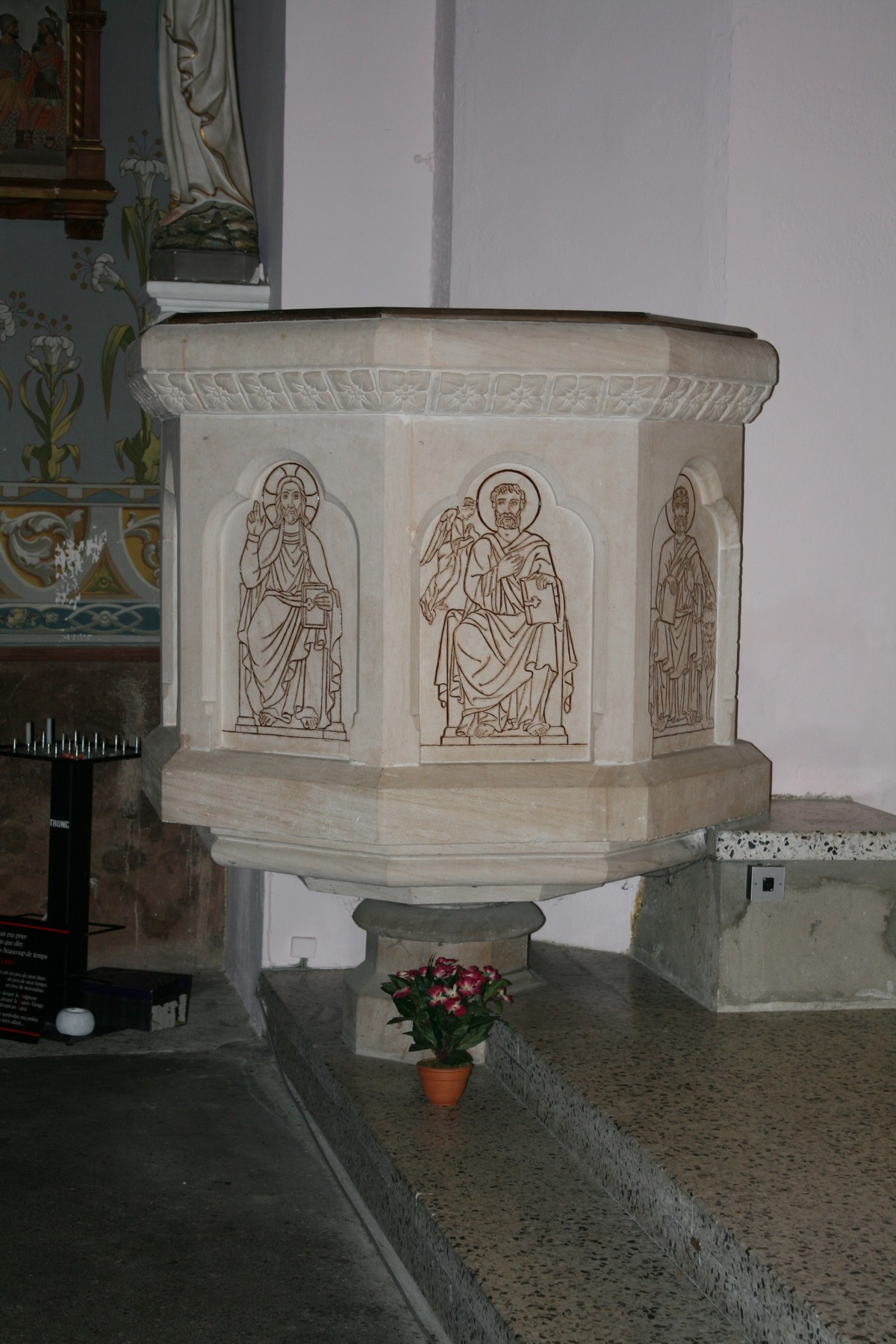
Chaire à prêcher.

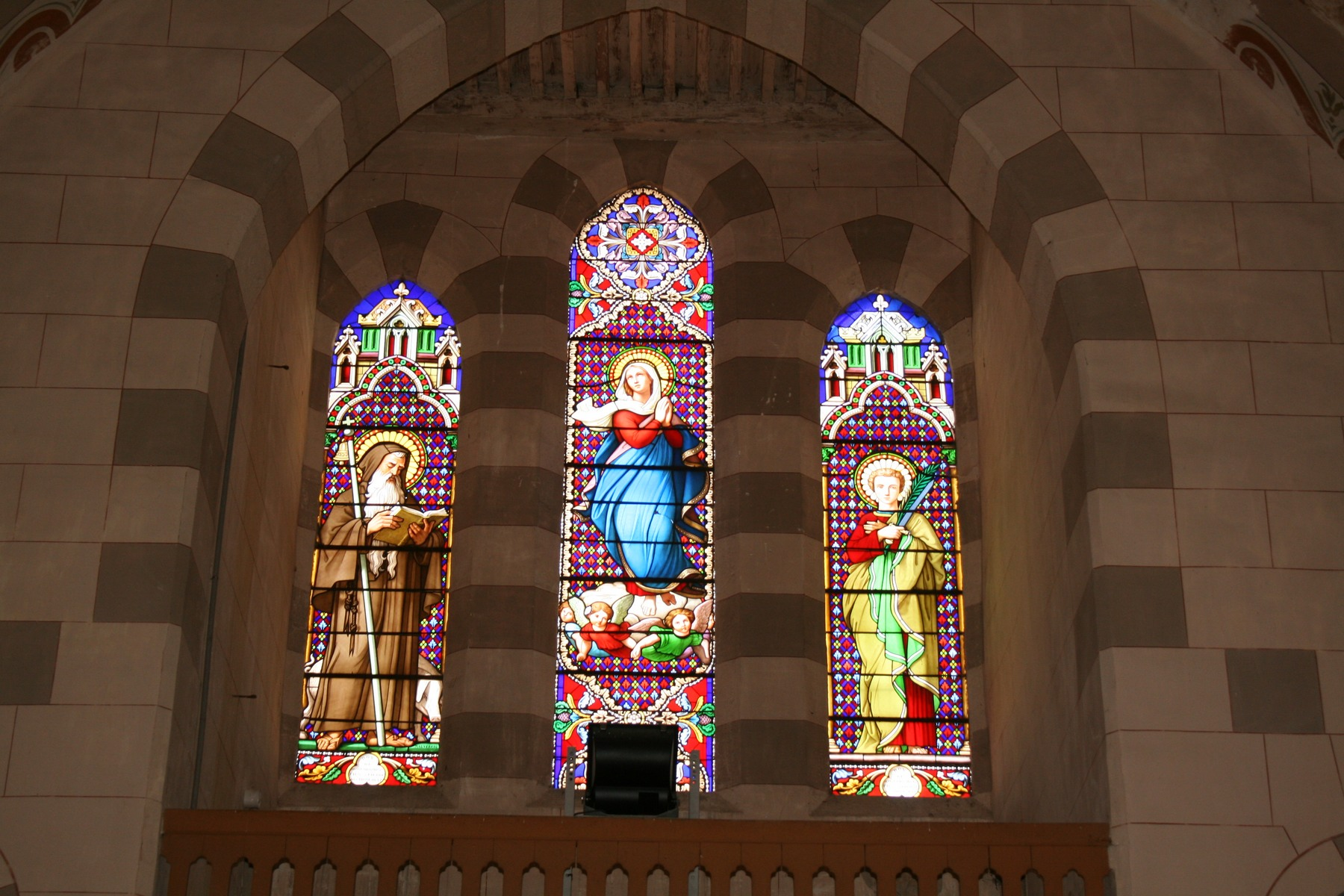
Vitraux.

| Noms/Prénoms     | Période   | Observations                    |
| ---------------- | --------- | ------------------------------- |
| André Tavernier  |           | Curé en 1794                    |
| Cuilleron        | 1805-     |                                 |
|                  |           |                                 |
| Louis Rambaud    | 1885-1889 |                                 |
| Mathieu Verchery | 1889-1906 |                                 |
| Auguste Chopelin | 1906-1921 | Puis curé de l'Horme            |
| Germain Peyron   | 1921-     | Ex-curé de Saint-Cyr-les-Vignes |
|                  |           |                                 |

#### La chapelle de la Croix des Rameaux ou la chapelle Rambaud
Elle fut construite en 1887 par le curé Rambaud qui voulait en faire un lieu de pèlerinage. Elle comporte une façade classique de 16 m de longueur pour 6 m de largeur surmontée d'une statue moderne de la Vierge. De plus, elle est dotée d'une abside arrondie.

#### Les Trois-Dents

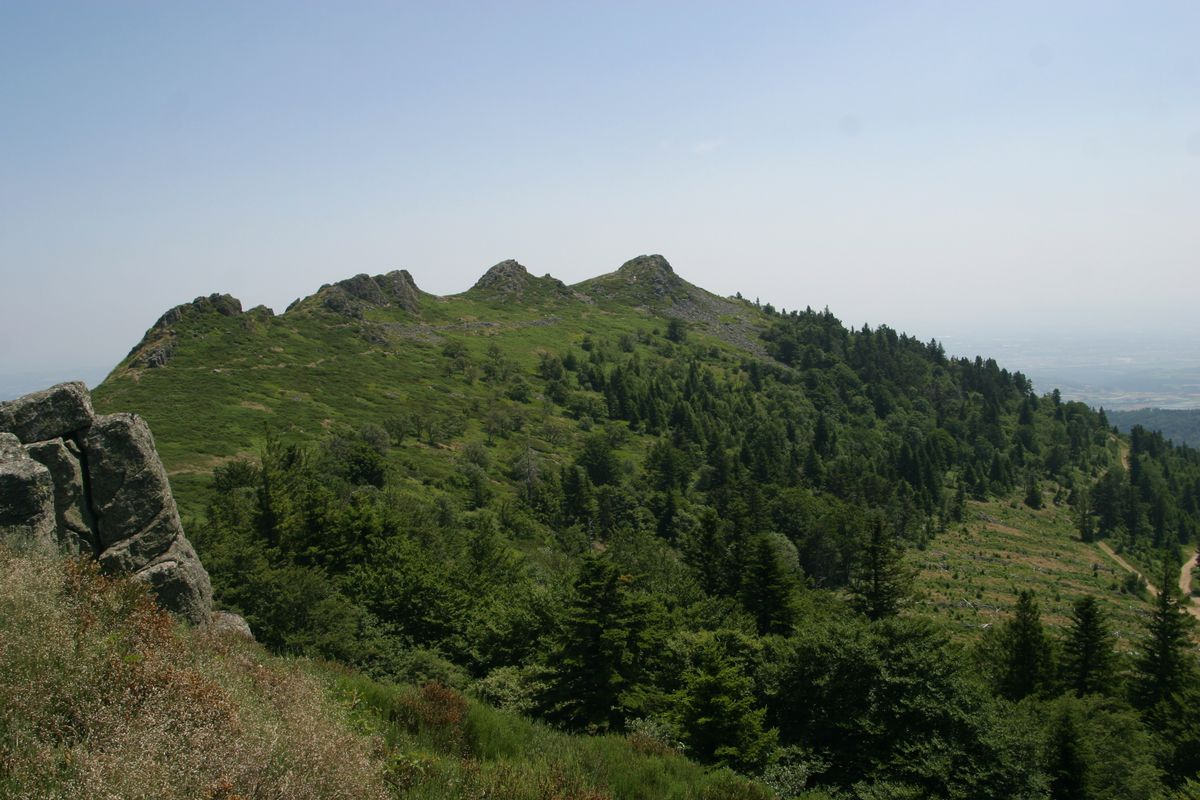
Le Pic des Trois-Dents.

Culminant à 1 213 mètres, et formant une crête de quatre à cinq pics (dont trois principaux d'où leur appellation) les Trois Dents forment un ensemble magnifique au sud-est du crêt de l'Œillon. Elles forment un promontoire qui s'avance vers l'Est en direction de la vallée du Rhône. Des chemins de randonnées balisés et entretenus par le Parc Naturel Régional du Pilat permettent de s'y rendre depuis le Crêt de la Perdrix.
De nombreuses légendes populaires courent à propos de cette formation rocheuse particulière: l'une d'elles indique qu'il s'agirait des vestiges de la mâchoire d'un géant qui serait décédé dans ces montagnes. Une autre indique qu'alors que Ponce Pilate arpentait les montagnes auxquelles il aurait donné son nom, il se retrouva face à une montagne qu'on nommera plus tard le Pic des Trois Dents. C'était à l'époque une montagne massive, et un tremblement de terre partagea la montagne en trois et trois pics surgirent pour rappeler à Ponce Pilate l'image des trois calvaires du Christ.
L'extrémité Est de cette formation rocheuse offre un point de vue sur la vallée du Rhône et sur la chaîne des Alpes. Par beau temps, il est également possible d'identifier le Mont Blanc et la trouée de Grenoble.

### Vie de la commune

#### Espaces verts et fleurissement
La commune obtient une fleur au concours des villes et villages fleuris en 2015.

#### Événements
- Fête du livre le 1er week-end de juin (organisée par l'association Livre Ensemble), entrée libre.
- Vogue du village le 1er week-end de mai (organisée par les Jeunes de Roisey).

#### Associations
- Association Livre Ensemble ;
- Association du Club Roisey Informatique.
- Association « Pierre qui roule »
- Club de la Gaieté (club du 3e âge)
- Association des Jeunes de Roisey